# Volksabstimmung in Vorarlberg 1919

Schematische Übersicht der Ergebnisse der Volksabstimmung von 1919 in Vorarlberg nach Stimmbezirken

Die Volksabstimmung in Vorarlberg am 11. Mai 1919 entschied über die Frage, ob die Vorarlberger Landesregierung Beitrittsverhandlungen mit der Schweiz aufnehmen sollte. Nach dem verlorenen Ersten Weltkrieg herrschte in Vorarlberg zu Jahresbeginn 1919 eine drückende wirtschaftliche Not. Zugleich war das politische Schicksal Deutschösterreichs während der zeitgleich laufenden Pariser Friedensverhandlungen ungewiss. Vor diesem Hintergrund entwickelte sich in Vorarlberg, das unmittelbar an den Schweizer Kanton St. Gallen grenzende westlichste österreichische Kronland, eine starke Bewegung für einen Anschluss an die Schweizer Eidgenossenschaft. Wenngleich bei der Abstimmung 81 % des Stimmvolks für die Aufnahme von Beitrittsverhandlungen stimmte, wurde dieser Anschluss letztlich nicht vollzogen. Vorarlberg wurde 1920 zu einem Land Österreichs und die Anschlusspläne waren nur wenige Jahre später politisch bedeutungslos.

## Hintergrund
Noch bis zum Ende des Ersten Weltkriegs wurde Vorarlberg als Teil von Tirol vom Statthalter in Innsbruck im Namen der Krone verwaltet. Mit dem Vorarlberger Landesausschuss bestand jedoch auch bereits ein Organ der begrenzten Selbstverwaltung. Mit dem Völkermanifest vom 16. Oktober 1918 entließ Kaiser Karl die Kronländer und Königreiche aus der Untertanenpflicht. Noch im gleichen Jahr wurde der Vorarlberger Landesrat begründet. Am 3. November 1918 erklärten alle in Vorarlberg organisierten Parteien in einer gemeinsamen Erklärung die Unabhängigkeit des Gebietes von Tirol, als „als eigenes selbstständiges Land im Rahmen des deutsch-österreichischen Staates“. Am 28. Februar 1919 wurde das Allgemeine Wahlrecht für Männer und Frauen eingeführt. Bis März 1919 war die erste Landesverfassung ausgearbeitet. Die erste Landtagswahl wurde am 27. April 1919 abgehalten. Die konservativ-föderalistisch, und zu dieser Zeit in Vorarlberg auch sezessionistisch, ausgerichtete Christlichsoziale Partei errang dabei über 63 % der Stimmen und 22 von 30 Mandaten im Landtag.
In der Bevölkerung hatte sich seit 1918 eine starke Bewegung formiert, die für eine Orientierung Vorarlbergs weg von Österreich und hin zur Schweiz eintrat. Für einen Wechsel zur Eidgenossenschaft sprach die unklare Zukunft Deutschösterreichs nach dem Zusammenbruch von Österreich-Ungarn, die wirtschaftliche Not und das Gefühl der Distanz zu Wien und der Vernachlässigung durch die dortige Regierung. Um die politische Umsetzung voranzutreiben, bildeten Engagierte einen sogenannten „Werbeausschuss“, der bei den Vorarlberger Parteien auf großes Interesse traf.

## Der Weg zur Volksabstimmung

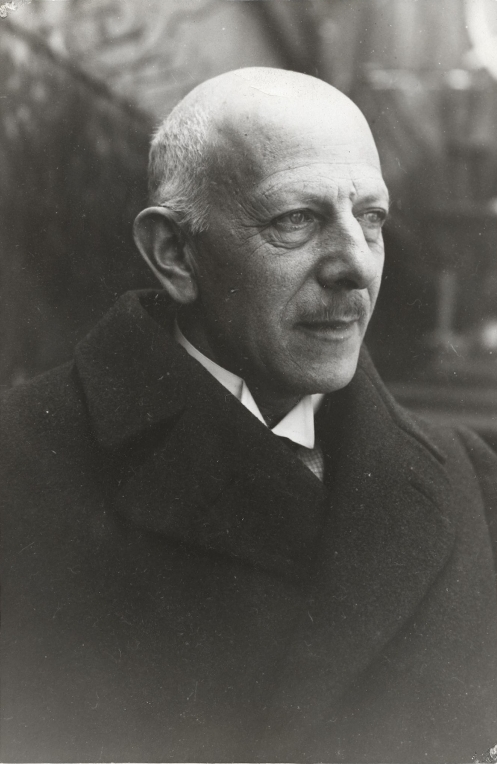
Otto Ender, im Jahr 1919 Landeshauptmann von Vorarlberg (1929)

Der erste Vorarlberger Landeshauptmann Otto Ender unterstützte den Beitrittswunsch zur Schweiz. Bei der Ausarbeitung der Landesverfassung im März 1919, machte diese deutliche Anleihen bei der Schweizer Bundesverfassung, beispielsweise durch die Verankerung direktdemokratischer Instrumente. Noch im März reiste Ender nach Bern, um dort dem Bundesrat das Beitrittsgesuch vorzustellen. Er wurde jedoch nur vom Schweizer Außenminister Felix Calonder empfangen. Dieser riet ihm, dass die Schweiz ein solches Ersuchen aus diplomatischen Gründen erst nach einer Volksabstimmung behandeln könne. Die Vorarlberger Landesregierung und der Landtag folgten diesem Ratschlag. Am 25. April beschloss der Landtag für den 11. Mai 1919 ein entsprechendes Referendum anzusetzen. Die Beschlussfassung machte deutlich, dass das Plebiszit zunächst einen Auftrag an die Landesregierung beinhaltete. Sollte diese zu einer Übereinkunft mit der Schweizer Eidgenossenschaft gelangen, würde der ausformulierte Vorschlag der Bestätigung in einer weiteren Volksabstimmung bedürfen.

## Die Haltungen zur Volksabstimmung
Vor allem die einfache Bevölkerung Vorarlbergs stand hinter dem Beitrittsvorhaben, während die Eliten – der höhere Klerus, Großfabrikanten und Eisenbahnbeschäftigte – eher deutschnational gesinnt waren und entsprechend für einen unmittelbaren Verbleib bei Österreich eintraten. Im Abstimmungskampf entstand die bis in die heutige Zeit geläufige, abfällig gemeinte Bezeichnung „Kanton Übrig“ für Vorarlberg. Sie stammte vom deutschnationalen Landtagsabgeordneten Anton Zumtobel, der damit in einem Flugblatt aufzeigen wollte, dass Vorarlberg in der Schweiz unerwünscht sei. Daneben engagierten sich die Anhänger eines direkten Anschlusses an Deutschland für ein „Nein“ in der Volksabstimmung. Diese sammelten sich im Verein „Vorarlberger Schwabenkapitel“, der sich für die Bildung eines neuen Landes „Schwaben“ einsetzte, das aus Vorarlberg und den schwäbischen Landesteilen Badens, Bayerns und Württembergs bestehen sollte.
Auf Schweizer Seite gab es gegen das Vorhaben teils erhebliche Vorbehalte, weil ein Beitritt Vorarlbergs zu einer katholischen Konfessionsmehrheit geführt und das deutschsprachige Übergewicht verstärkt hätte. Der Bundesrat sprach sich schließlich für den Status quo aus. Zugleich formierte sich um den Freiburger rechtskonservativen Intellektuellen Gonzague de Reynold eine Bewegung, die die Aufnahme Vorarlbergs nachdrücklich befürwortete. Sie ließen eine Vielzahl von Plakaten, Flugblättern und Propagandamaterialien drucken, um die Schweizer Öffentlichkeit zu einer Befürwortung der Aufnahme Vorarlbergs zu bewegen. Die Schweizer Bundesregierung nahm währenddessen eine ausdrücklich neutrale Position ein. Einerseits stand sie einer Aufnahme Vorarlbergs nicht ablehnend gegenüber, wollte jedoch das diplomatische Verhältnis zu den Siegermächten des Ersten Weltkriegs darüber nicht belasten.
Die Regierung Deutschösterreich äußerte sich in der Vorarlbergfrage ausdrücklich nicht. Dies hatte nicht zuletzt damit zu tun, dass bei den Pariser Friedensverhandlungen die Frage nach dem Status Deutschösterreichs noch nicht abschließend geklärt war. Einerseits wollte Österreich natürlich keine Gebiete abtreten. Zugleich ließ ein weiteres Schrumpfen Österreichs die Chancen steigen, dass der Rest von Deutschösterreich mit Deutschland vereinigt würde, wofür es einige Sympathien in Österreich gab.
Der Rat der Vier äußerte sich im Vorfeld der Volksabstimmung ebenfalls nicht offiziell. Grundsätzlich entsprach der Wunsch der Vorarlberger Bevölkerung, sowie das Vorgehen mittels eines Plebiszits, dem von US-Präsident Woodrow Wilson in seinem 14-Punkte-Programm formulierten Selbstbestimmungsrecht der Völker. Zugleich gab es insbesondere bei Frankreich und Italien ein ausgeprägtes Interesse daran, Österreich so groß und überlebensfähig zu halten, dass ein Anschluss an das Deutsche Reich nicht in Frage kam.

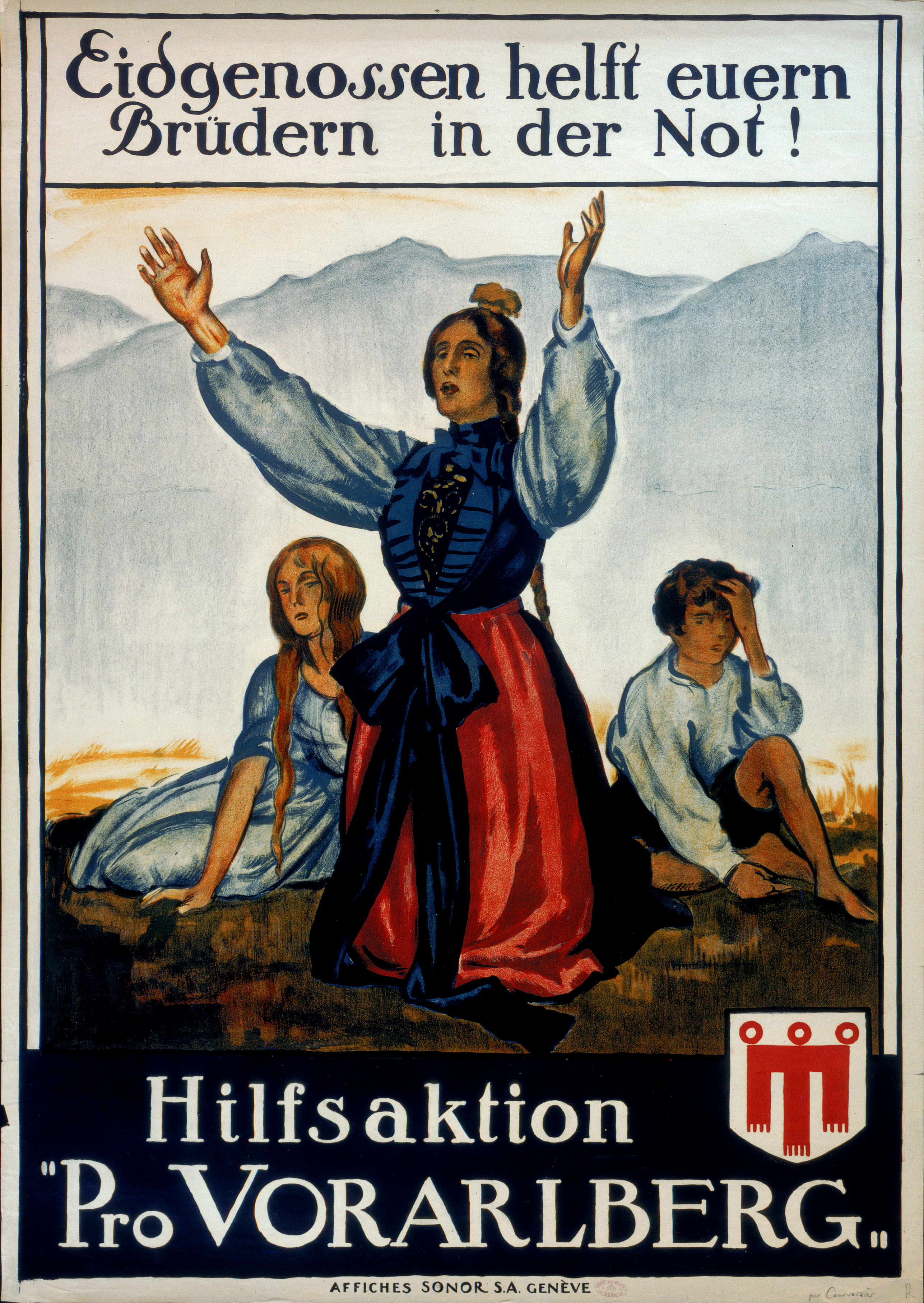
Vom Schweizer Maler Jules Courvoisier gestaltetes Werbeplakat für das Komitée ‚Pro Vorarlberg‘ auf Deutsch …
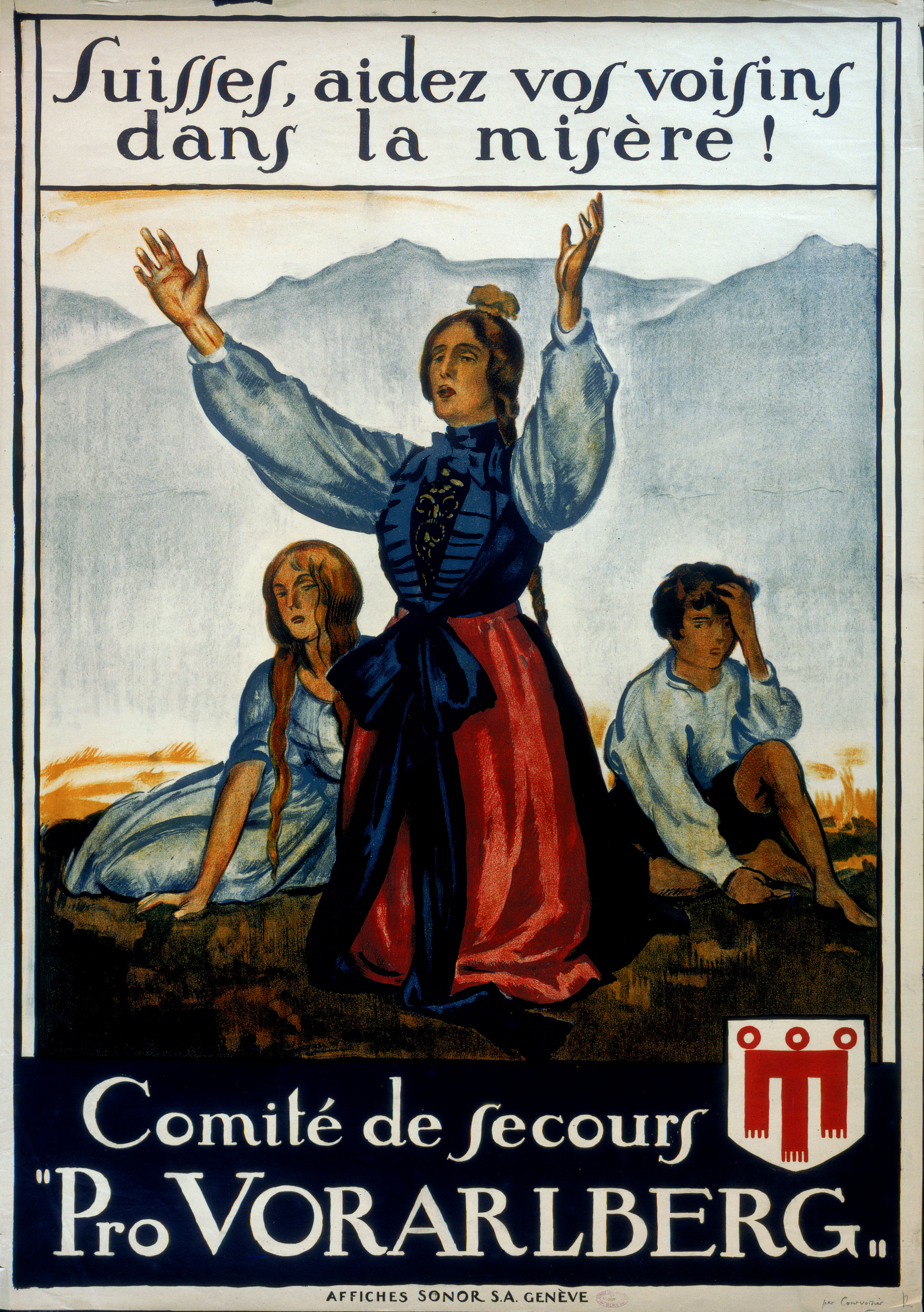
… und auf Französisch

## Volksabstimmung
Die Volksabstimmung fand am Sonntag, den 11. Mai 1919 statt. Die konkreten Abstimmungsregeln hatte die Landesregierung zuvor am 5. Mai 1919 veröffentlicht. Stimmberechtigt waren alle Personen beiderlei Geschlechts, die bereits für die Landtagswahl im April 1919 stimmberechtigt waren, dazu gehörten auch Deutschösterreicher, die nicht in Vorarlberg gebürtig waren, jedoch dort ihren ständigen Wohnsitz hatten. Es herrschte Stimmpflicht.
Die Abstimmungsfrage lautete:

„Wünscht das Vorarlberger Volk, dass der Landesrat der schweizerischen[sic] Bundesregierung die Absicht des Vorarlberger Volkes, in die schweizerische[sic] Eidgenossenschaft einzutreten, bekanntgebe und mit der Bundesregierung in Verhandlungen trete?“

Insgesamt beteiligten sich 57.655 Stimmberechtigte (81 %) an der Volksabstimmung. Von diesen stimmten 46.825 (81 %) für die Aufnahme von Beitrittsverhandlungen mit der Schweiz, knapp 10.830 (19 %) stimmten dagegen. Mit Ausnahme von Bludenz, Hittisau und Bolgenach sprachen sich alle Gemeinden mehrheitlich für die Vorlage aus.
| Gebiet                          | Stimmberechtigte (a) | abgegebene Stimmen (b) | abgegebene Stimmen (b) | Ja        | Ja            | Ja            | Nein   | Nein          | Nein          |
| Gebiet                          | Anzahl               | Anzahl                 | Anteil (an a)          | Anzahl    | Anteil (an b) | Anteil (an a) | Anzahl | Anteil (an b) | Anteil (an a) |
| ------------------------------- | -------------------- | ---------------------- | ---------------------- | --------- | ------------- | ------------- | ------ | ------------- | ------------- |
| Bezirke Bregenz & Bregenzerwald | 23.757               | 16.726                 | 70,40 %                | 0.13.028  | 077,89 %      | 054,84 %      | 3698   | 22,11 %       | 15,57 %       |
| Bezirke Dornbirn & Feldkirch    | 33.508               | 29.930                 | 89,32 %                | 24.732    | 82,63 %       | 73,81 %       | 5198   | 17,37 %       | 15,51 %       |
| Bezirke Bludenz & Montafon      | 13.700               | 10.999                 | 80,28 %                | 0.09065   | 082,42 %      | 066,17 %      | 1934   | 17,58 %       | 14,12 %       |
| Vorarlberg                      | 70.965               | 57.655                 | 81,24 %                | 0.046.825 | 081,22 %      | 065,98 %      | 10.830 | 18,78 %       | 15,26 %       |

## Die weitere Entwicklung

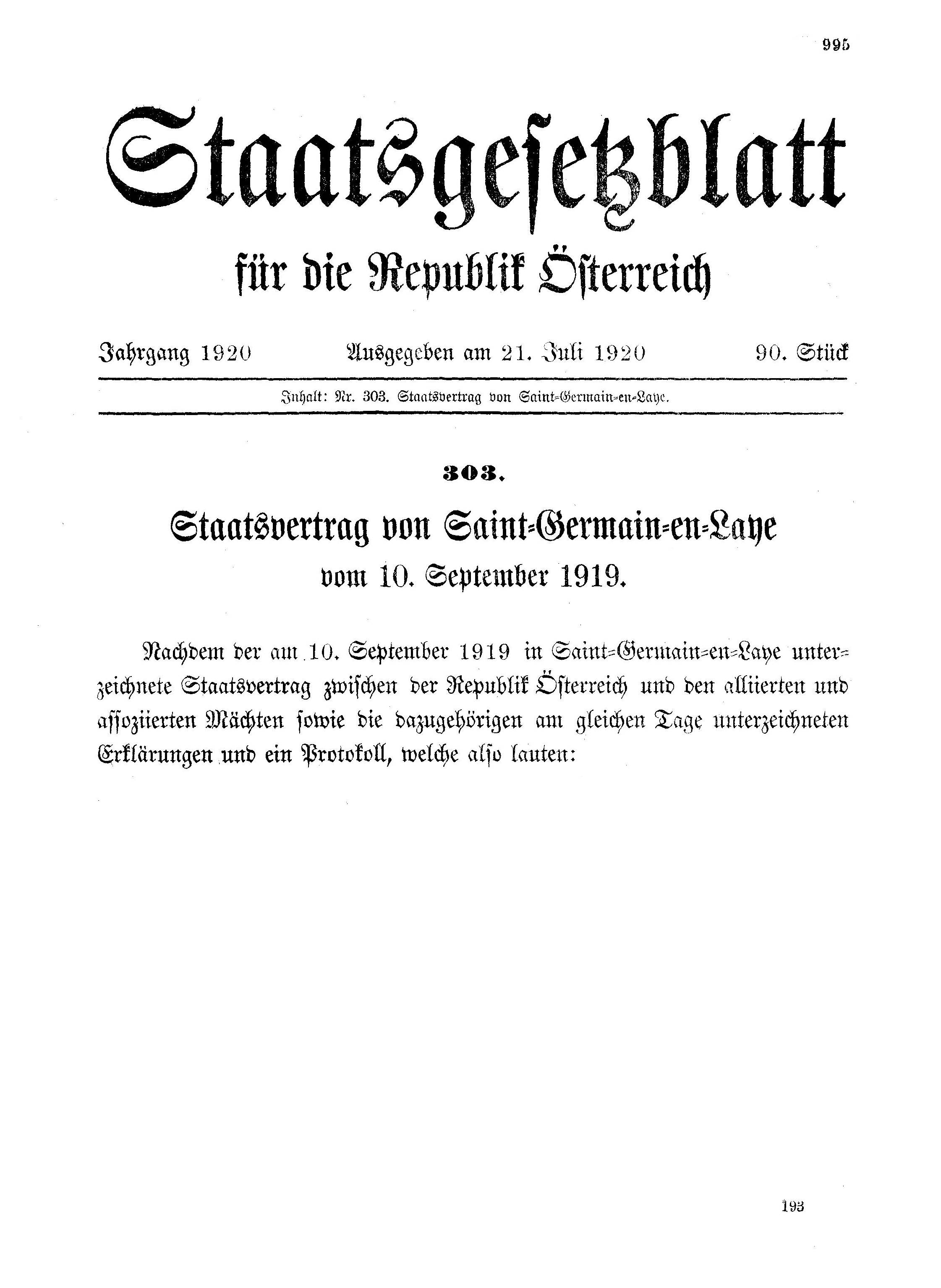
Der Vertrag von St. Germain regelte unter anderem das Staatsgebiet der Republik Österreich

Im Anschluss an die Volksabstimmung wurde ein Vertreter der Vorarlberger Landesregierung nach Paris entsandt, über der dort zeitgleich tagenden Friedenskonferenz den Wunsch der Vorarlberger Bevölkerung nach Anschluss an die Schweiz vorzutragen. Der österreichische Bundeskanzler Karl Renner sprach sich gegen diese Vorsprache aus, die Vorarlberg-Frage könne im Nachgang eines Friedensvertrages zwischen Österreich und der Schweiz bilateral besprochen werden, setzte sich hiermit jedoch nicht durch. Die mit den österreichischen Territorialfragen befassten Kommission der Friedenskonferenz begrüßte in einer allgemeinen Erklärung das Selbstbestimmungsrecht der Völker, wollte sich jedoch nicht weiter zur Anschlussfrage äußern. Da Frankreich und Italien das Anschlussbegehren Vorarlbergs weiterhin ablehnten, wurde die Angelegenheit im Rat der Vier bis auf weiteres nicht besprochen.
In der Schweiz wurde die Frage derweil kontrovers und vielschichtig diskutiert. Die katholische Bevölkerung begrüßte den Anschluss. Die rechtskonservativen Kräfte betonten die Vorteile einer Gebietsvergrößerung der Schweiz um 6 % und deren Stärkung als europäische Macht. Die Freisinnigen wiederum waren gegen den Anschluss, da sie dadurch ihr Ziel einer weiteren Zentralisierung der Schweiz gefährdet sahen. In der Bauernschaft fürchteten viele die zusätzliche Konkurrenz aus Vorarlberg. Viele italienisch- und französischsprachige Schweizer wandten sich wiederum gegen den Anschluss, um ein weiter wachsendes Übergewicht der Deutschschweiz zu verhindern. Der Bundesrat verhielt sich ausdrücklich neutral in der Frage und vermied jede Positionierung.
Noch im August 1919 wurden in Vorarlberg öffentliche Versammlungen zur Unterstützung des Anschlusses abgehalten. Österreich betonte derweil gegenüber den Siegermächten wiederholt, welche außerordentliche Bedeutung Vorarlberg, wirtschaftlich und aufgrund der Eisenbahnanbindung, zukam. Letztlich konnten sich bis in den Herbst 1919 weder die Schweiz noch der Rat der Vier zu einer eindeutigen Positionierung in der Frage durchringen. Im September 1919 wurde schließlich der Vertrag von Saint-Germain unterzeichnet, womit aus der Republik Deutschösterreich die Republik Österreich entstand und zumindest die Frage nach der Zukunft Österreichs zunächst beantwortet war. Am 17. Dezember 1919 sprach sich dann der Rat der Vier offiziell gegen eine Abspaltung Vorarlbergs von Österreich aus. Da eine Abspaltung von Österreich laut des Vertrags von St. Germain nur mit Zustimmung des Völkerbunds möglich war, wandte sich der Vorarlberger Landtag im November 1920 mit einer Bitte um eine entsprechende Resolution an diesen. Das Ansinnen wurde jedoch vom Völkerbund gar nicht erst behandelt.
In den folgenden Monaten und Jahren, mit der zunehmenden politischen und wirtschaftlichen Stabilisierung Österreichs, verlor die Abspaltungsbewegung in Vorarlberg an Schwung und wurde letztlich bedeutungslos. Der langjährige Landeshauptmann Otto Ender war von 1930 bis 1931 sogar österreichischer Bundeskanzler.